# Самостійна демократична сербська партія
Самостійна демократична сербська партія, СДСП (хорв. Samostalna demokratska srpska stranka, SDSS, серб. Самостална демократска српска странка) —  соціал-демократична політична партія хорватських сербів. Кольори партії — синій, червоний і білий на основі прапора Сербії.

## Історія
Заснована в 1997 році як ліберальна і соціал-демократична партія у Східній Славонії, яка була тоді під управлінням UNTAES, іншими словами, в районах колишньої Республіки Сербська Країна, які за Ердутською угодою мирно переходили під суверенітет Хорватії. Ідеологічною основою партії, як стверджує вона сама, послужила доктрина Светозара Прибичевича з Самостійної демократичної партії доби Королівства Югославія, про що свідчить назва.  
Партію очолює Воїслав Станімирович. Її діяльність націлена на сприяння поверненню сербських біженців, які в 1995 році втекли з Хорватії, здебільшого з території Республіки Сербська Країна, перед загрозою, яку несла їм визвольна для хорватів операція «Буря».  
На хорватських парламентських виборах 2003 року партія перемогла свого головного суперника Сербську народну партію, завоювавши всі три місця, відведені для представників сербської меншини в хорватському парламенті.
Після виборів Самостійна демократична сербська партія уклала угоду з переможницею перегонів партією (ХДС) на чолі з Іво Санадером, в якій остання погодилася виконати ряд вимог СДСП, таких як повернення біженців, посилення національної рівноправності, судова реформа та співробітництво з сусідніми країнами.
На парламентських виборах 2007 р. партія зберегла свої три місця в парламенті. В другому уряді Іво Санадера її член Слободан Узелац дістав посаду віце-прем'єра.
На  парламентських виборах 2011 року СДСП знову здобула три місця в парламенті за виборчим списком сербської меншини. В формуванні нинішнього уряду Зорана Мілановича партія участі не взяла.

## Засади
СДСП — демократична партія ліберальної і соціал-демократичної спрямованості, але за нинішніх обставин це також сербська національна партія.
Політичні цілі:
1. Повернення біженців, особливо сербів, завершення відновлення потерпілих від війни районів
2. Право на купівлю колишніх державних квартир за колишнім законодавством (перед мирною реінтеграцією хорватського Подунав'я, коли сплинув крайній строк для придбання державних квартир)
3. Державний захист та забезпечення наявних прав національних меншин, особливо хорватських сербів.
4. Культурно-освітня автономія сербів у Хорватії шляхом використання сербської мови усно та на письмі, використання сербського національного символу, освіта сербською мовою, створення сербських культурно-освітніх організацій, заснування сербськомовних засобів масової інформації та підтримання сербських традицій і звичаїв.
5. Професіоналізація збройних сил.
6. Регіоналізм і децентралізація.
7. Хорватська інтеграція в ЄС та розвиток економічних відносин із Сербією.